# Hervé Dagorné

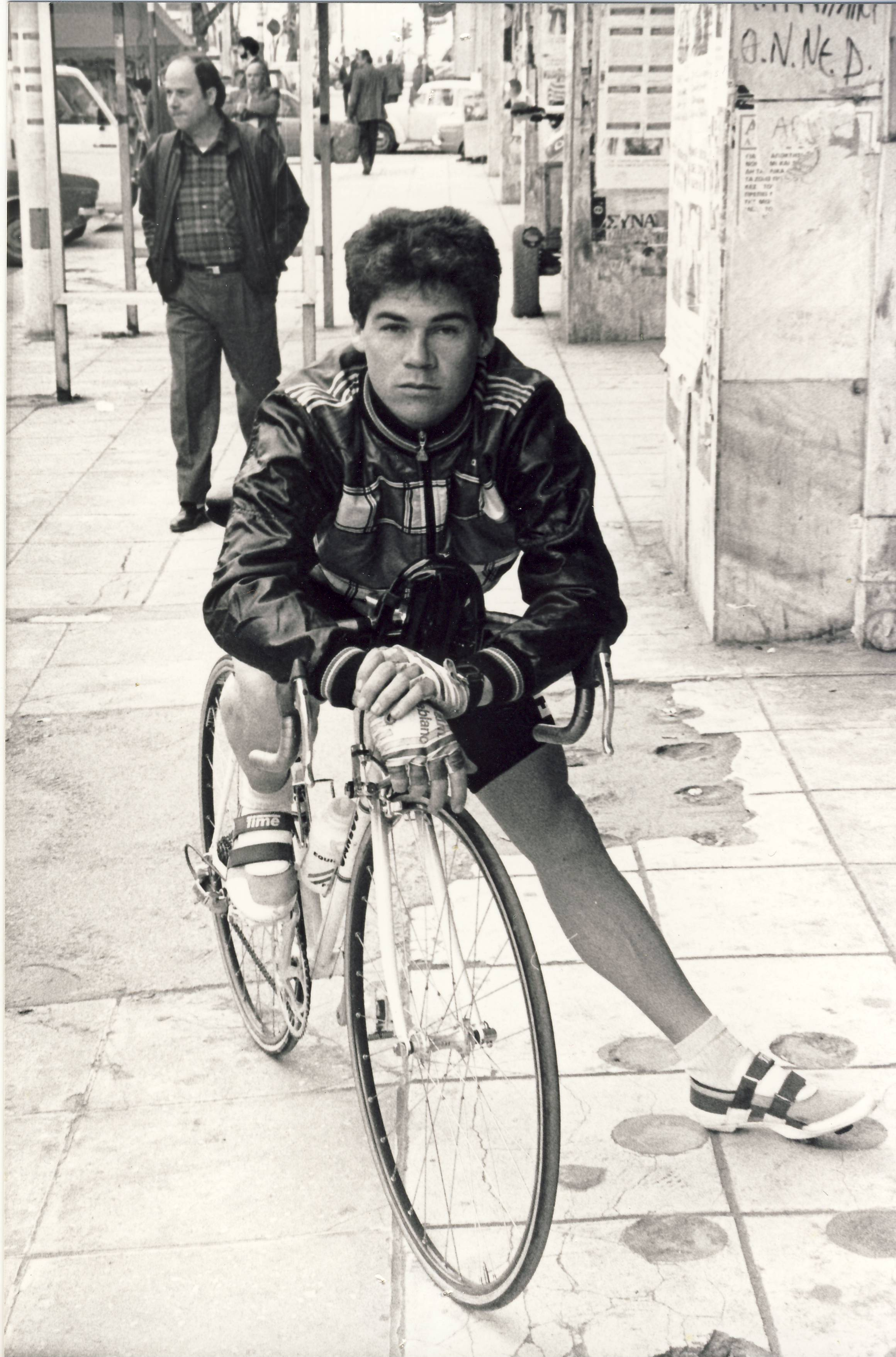
Hervé Dagorné (1997)

Hervé Dagorné (* 30. Januar 1967 in L’Haÿ-les-Roses) ist ein ehemaliger französischer Radrennfahrer.

## Sportliche Laufbahn
Dagorné war Bahnradsportler und Teilnehmer der Olympischen Sommerspiele 1988 in Seoul. In der Mannschaftsverfolgung unterlag der französische Bahnvierer mit Hervé Dagorné, Pascal Lino, Didier Pasgrimaud und Pascal Potié gegen Australien im Endlauf um den 3. Platz. 1986 kam er mit dem Bahnvierer auf den 6. Platz bei den Bahnradsport-Weltmeisterschaften. 
1992 kam Frankreich bei den Spielen in Barcelona mit Hervé Dagorné, Philippe Ermenault, Daniel Pandèle und Pascal Potié auf den 11. Rang.
1993 wurde er bei den nationalen Bahnmeisterschaften Vize-Meister im Steherrennen der Amateure hinter Serge Crottier-Combe.

## Berufliches
Nach seiner aktiven Karriere arbeitete er als Trainer im Radsport, unter anderem in Kasachstan und als Nationaltrainer in Hongkong.